# Carles Salvador i Gimeno
Carles Salvador i Gimeno (València, 20 de gener de 1893 - València, 7 de juliol de 1955) fou un poeta i gramàtic valencià.

## Biografia

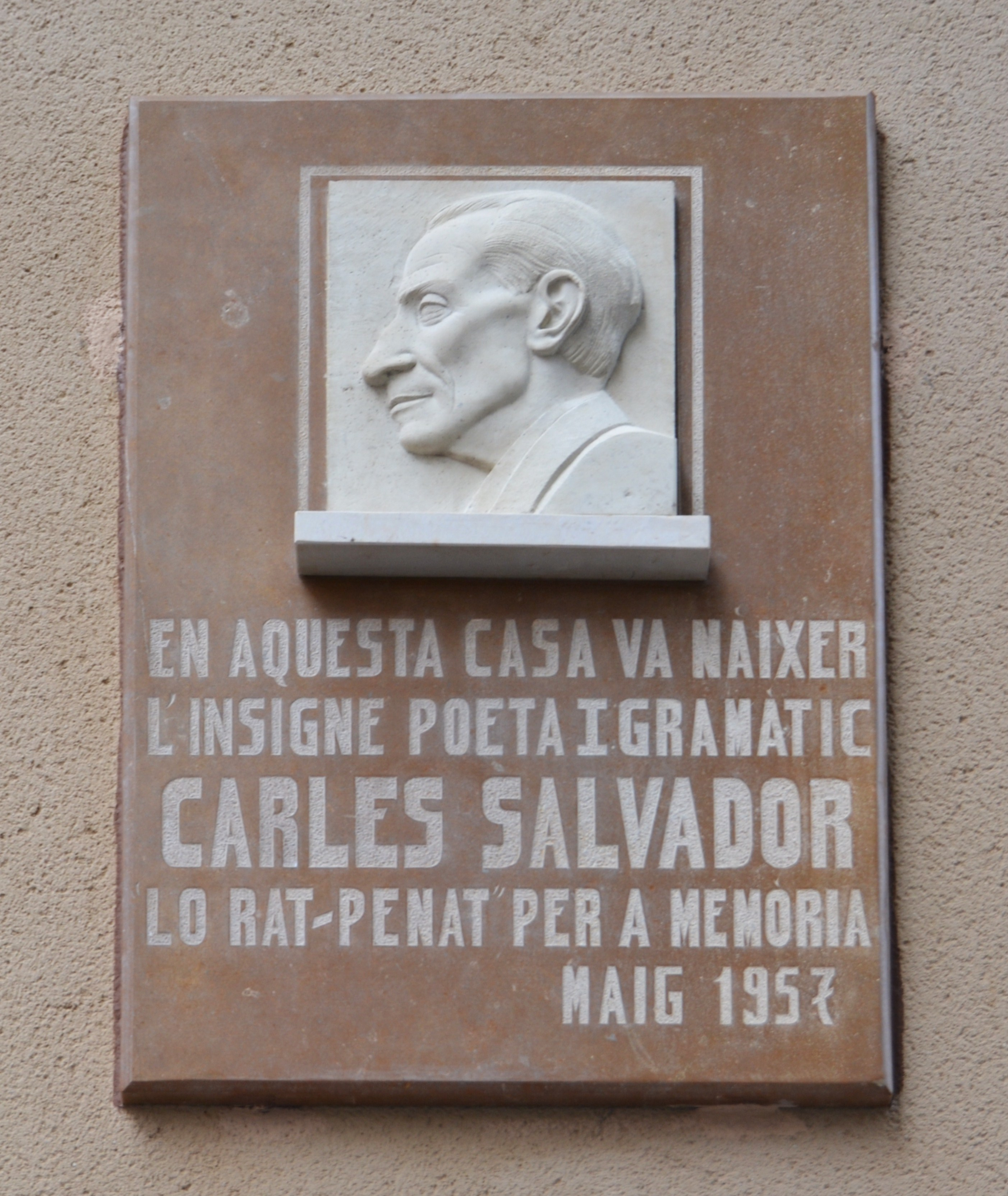
Placa a la casa on va nàixer Carles Salvador, al barri del Carme de la ciutat de València

Va nàixer el 20 de gener de 1893 en una casa del carrer de Dalt del barri del Carme de la ciutat de València Va cursar els estudis de magisteri i exercí de mestre a Benassal (Alt Maestrat) i al barri valencià de Benimaclet. Impulsor de la introducció del valencià a l'escola, fou membre fundador de l'Associació Protectora de l'Ensenyança Valenciana. Col·laborador en la premsa valenciana amb articles literaris i gramaticals, sobretot en revistes com Taula de les Lletres Valencianes, La República de les Lletres o El Camí. Com a poeta, fou un dels introductors de l'avantguardisme literari a València, amb obres com Vermell en to major (1929), Rosa dels vents (1930) i sobretot El bes als llavis (1934). Després de la Guerra civil, la seua poesia va emprendre uns camins més tradicionals, d'aproximació al llorentinisme, amb la publicació de Nadal, flor cordial (1943) o El fang i l'esperit (1951). Arran de l'aprovació de les Normes de Castelló, el 1932, es convertí en el seu màxim difusor amb la publicació de diverses obres gramaticals i lexicogràfiques. A partir de 1949, va impulsar els cursos de llengua a Lo Rat Penat, i el 1951 publicà la Gramàtica valenciana que s'hi utilitzava com a llibre de text.
L'activisme valencianista de Carles Salvador començà ben prompte. El 1907, només amb catorze anys, participà en l'Assemblea Regionalista Valenciana, i visqué de primera mà els enfrontaments polítics entre els blasquistes i els sectors valencianistes agrupats al voltant de la societat València Nova. Els fets que s'hi produïren i els moments viscuts el marcaren de manera decisiva, tant és així que, en poc de temps, es convertí en «un nacionalista convençut i disposat a contribuir sense abandons en la lluita pel redreçament nacional dels valencians».
El 1911 començà a treballar de mestre i, després d'exercir provisionalment a Almàssera, Aielo de Malferit i a la Pobla de Benifassà, a mitjans de 1916 ocupà definitivament una plaça a Benassal, on residí prop de 18 anys, fins al 1934, en què tornà a València, a Benimaclet, per continuar exercint la seua professió fins al final de la seua vida.
Aquesta llunyania de València no li va impedir participar de manera activa en la vida cultural valenciana, i des de 1913, en què inicià les seues col·laboracions periodístiques a la revista Foc i flama, dirigida per Josep M. Bayarri, publicà articles en més de 60 publicacions al llarg de la seua existència (Simbor, 2000: 13).
Va morir el 7 juliol de 1955, amb 62 anys, a la ciutat de València.

## Obra literària

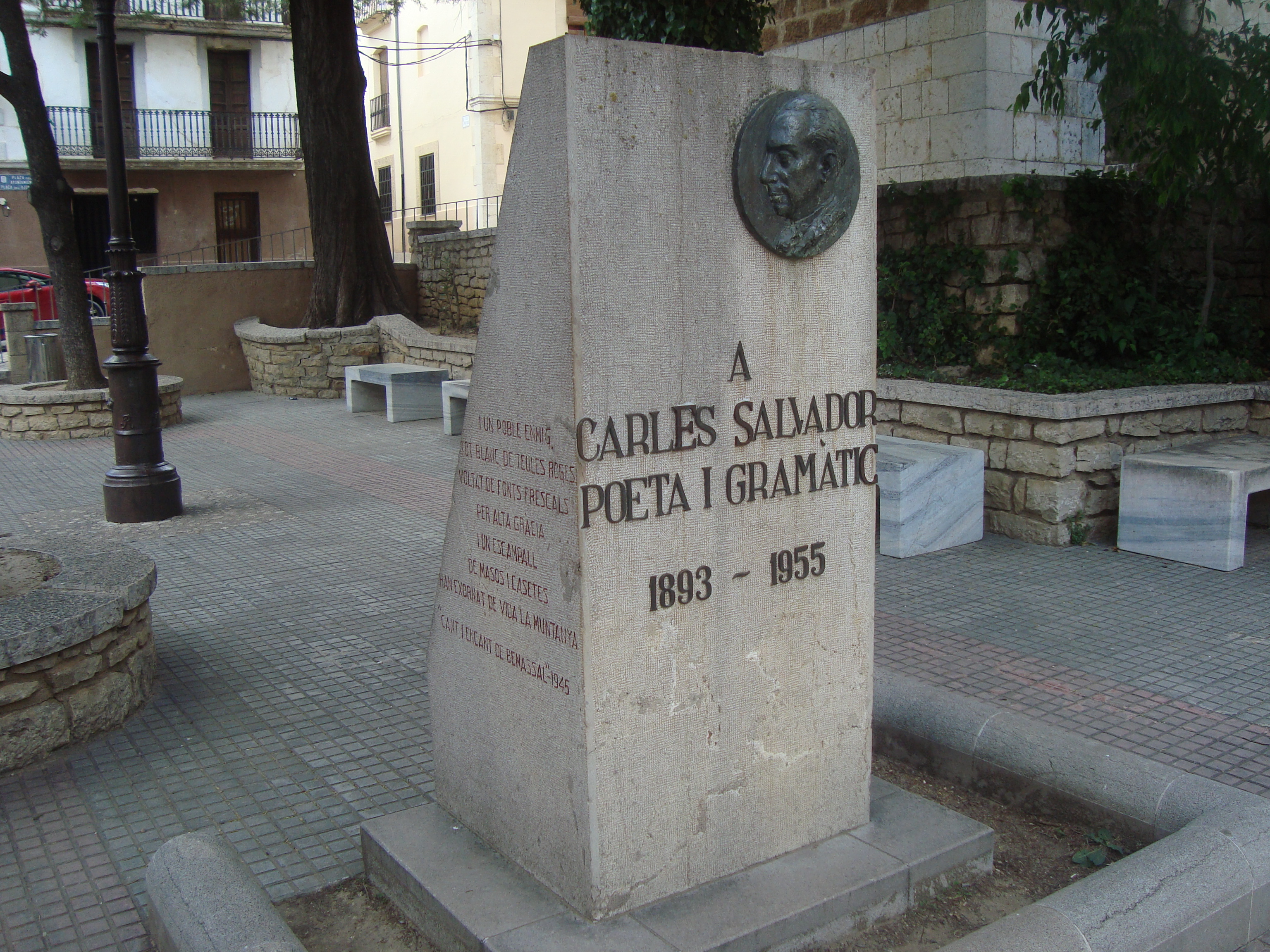
Monument del poble de Benassal a Carles Salvador

En la seua producció poètica destaquen Plàstic (1923), Vermell en to major (1929), Rosa dels vents (1930) i sobretot El bes als llavis (1934). En la postguerra publicà Nadal, flor cordial (1943), Elegia (1944) i Cant i encant de Benassal (1945), El fang i l'esperit (1952), Cistell de fruita (1954), Dins l'aire net (1955) i, com a obra pòstuma, Antologia, vers i prosa (1955).
Fou també important la seua prosa, tant la narrativa -La Dragomana dels déus (1920), Barbaflorida professor (1930), El maniquí d'argila (1931)- com els assaigs: Elogi de la prosa (1928), Elogi del xiprer (1929), Elogi del camp (1930) i Elogi de la vagància (1937).
Tot i que més desconeguda, la faceta d'autor teatral de Carles salvador també és ben significativa, perquè hi publicà diverses obres: La declinasió (1915), Divorsiemse! (1917), La senda del amor (1919), Feminism (1919), Un negoci com un altre (1922), L'amor camí del cel (1928) i Amb el títul que vullgau (1929).
A inicis de maig de 2018, en el marc de la Fira del Llibre de València, l'Acadèmia Valenciana de la Llengua (AVL) presentà tota la seua obra poètica en un únic volum titulat Carles Salvador. Obra poètica completa, editat per l'estudiós i acadèmic Lluís Meseguer.

## Obra gramatical

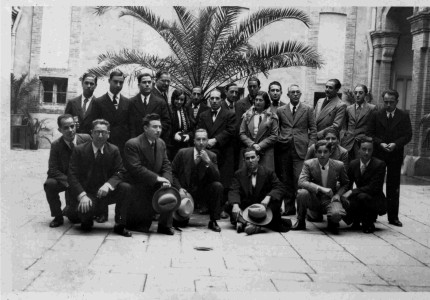
Foto de l'Assemblea de Mestres de «Levante», realitzada a Castelló dies després de la signatura de les Normes. Entre d'altres, hi pareixen Gaietà Huguet, Enric Soler i Godes, i Carles Salvador

Carles Salvador va iniciar la tasca de divulgació de la normativa ortogràfica aprovada el 1932 a Castelló amb la publicació el 1933 en l'editorial L'Estel, dins la col·lecció Quaderns d’Orientació Valencianista, del Vocabulari Ortogràfic Valencià. Aquesta obra va ser aprofitada pels impulsors de la iniciativa per a donar a conèixer les Normes de Castelló, ja que la nova normativa era d'escassa utilitat per a la majoria de la gent sense un vocabulari que la complementara, perquè «es trobaria amb un sistema de difícil aplicació, car a l'hora d'escriure no li seria possible retindre en la memòria totes les regles».
Amb posterioritat, Carles Salvador publicà el Curs d'ortografia valenciana per correspondència, al setmanari d'El Camí, des del 4 de març de 1933 fins al 2 de setembre del mateix any; el Curs de morfologia valenciana per correspondència, des del 10 de març fins al 8 de setembre de 1934. Aquests cursos es van convertir en l'obra Lliçons de gramàtica. Volum I. Ortografia valenciana amb exercicis pràctics, el 1934, reeditada el 1937 per la Conselleria de Cultura del Consell Provincial de València, ara amb el títol Ortografia valenciana. Curs elemental amb exercicis pràctics, i en Lliçons de gramàtica. Volum II. Morfologia valenciana amb exercicis pràctics, el 1935, també publicada per l'editorial L’Estel, dins la col·lecció Quaderns d'Orientació Valencianista. En plena postguerra, el 1951, va publicar Lliçons de gramàtica valenciana amb exercicis pràctics, editada per Lletres Valencianes, destinada a convertir-se en el llibre de text dels cursos de llengua de Lo Rat Penat.

### Context
La seua tasca gramatical si bé no resulta ni original ni innovadora, adquireix una gran importància en un context en què no existien pràcticament obres orientades a la difusió de la normativa fabriana (aprovada arran de les Normes de Castelló). Carles Salvador va tenir, de fet, un paper rellevant en el procés que portaria a l’aprovació de les Normes del 32, no únicament per la seua participació directa i per la redacció del Vocabulari Ortogràfic Valencià, sinó, sobretot, pel seu treball de divulgador i defensor d'aquest projecte. D'aquesta manera, el mateix Carles Salvador es va definir com un «polític de l'idioma». Així, la defensa de l'idioma i l'afany normalitzador van esdevenir consigna en la vida de l'autor valencià. Vicent Pitarch (1994:33) assenyala, en aquest sentit, que la «gran passió de la vida de Carles Salvador fou la llengua catalana, llengua que, alhora, exercia damunt d'ell l'atractiu indefugible en qualitat d'indicadora per antonomàsia de la realitat nacional».
La tasca de gramàtic de Carles Salvador va anar vinculada, doncs, al seu posicionament nacionalista. Estava convençut, seguint els plantejaments de la teoria idealista de Vossler i els seus seguidors, de la identificació entre llengua i poble. D'aquesta manera, el treball gramatical va ser orientat a la necessitat de salvar la seua llengua i el seu poble. Així, el treball gramatical va ser orientat a la necessitat de salvar la seua llengua i el seu poble. Des de la seua tasca de mestre, a més, va propugnar la necessitat d'una renovació educativa en consonància amb el que proposaven autors com Montessori o Pestalozzi, entre d'altres. A banda d'aquesta idea i, vinculat a la seua defensa de la llengua, Carles Salvador va promoure la creació de l'Associació Protectora d'Ensenyança Valenciana, en la línia de la seua homònima catalana. I va defensar en diferents fòrums la necessitat dels nens de rebre l'ensenyament en la seua llengua materna (l'opció que va defensar fou la del poliglotisme passiu).
El seu interès per la llengua el va portar, a més, a organitzar cursos de llengua, tant per correspondència (publicats al diari El Camí) com presencials, en què ell mateix fou professor. Per a dur a terme aquesta fita és evident que calia disposar de materials aptes i adaptats als aprenents valencians. És per això que podem dir que l'obra gramatical de Carles Salvador va anar orientada a difondre la normativa fabriana i, en última instància, a dotar el català al País Valencià d'unes eines bàsiques per aconseguir la normalització.
L’obra gramatical de Carles Salvador esdevé, sobretot, una eina per a la normalització de la llengua. Igualment, una bona part de la seua obra periodística va anar orientada a la defensa del dret pedagògic dels nens i nenes valencians de rebre l'ensenyament en llengua pròpia, així com diverses conferències que va pronunciar, com per exemple la titulada L'idioma valencià a les escoles, que va presentar el 1919 davant l'Associació Provincial de Mestres Oficials de Castelló; o El bilingüisme, presentat el 1932 davant l'Assemblea de mestres de la Regió de Llevant, on va posar més èmfasi en
la metodologia de l'ensenyament de la llengua, entre d'altres.
Resulta evident que per dur a terme la ingent tasca d'introduir el català a l'ensenyament eren necessaris uns recursos de què no es disposaven. D'aquesta manera, era necessari, en primer lloc, que els mestres (i també els escriptors i intel·lectuals) conegueren la normativa i, per tant, saberen parlar i escriure correctament. I és precisament aquesta vessant prescriptiva la que va marcar la seua obra: la voluntat de depurar l'idioma i fer-lo apte per als nivells formals d'on havia estat bandejat.

### Obres

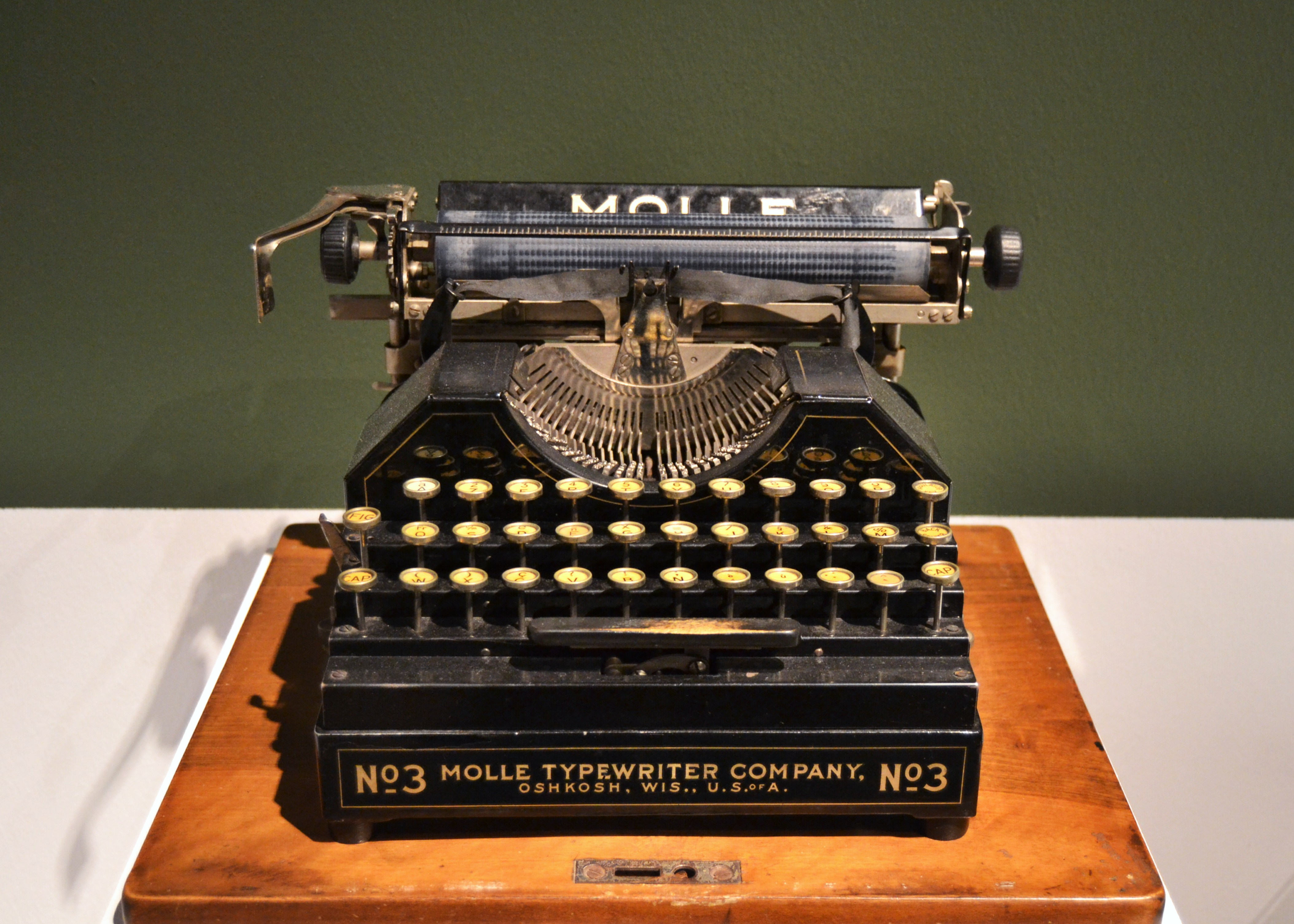
Màquina d'escriure de Carles Salvador, amb la qual va preparar una gran part de les seues obres

Carles Salvador va escriure diverses interessants obres de caràcter gramatical, algunes d'elles, però, van restar inèdites. Presentem tot seguit el conjunt dels seus treballs, tal com les recull Simbor (1983).
- a) Vocabulari Ortogràfic Valencià (1933). Aquest diccionari consta de poc més de 6.000 paraules d'ús habitual i d'ortografia dubtosa. Es tracta en realitat d'una adaptació del Diccionari ortogràfic abreujat de 1926 de Pompeu Fabra. A partir d'aquest model el nostre gramàtic hi inclou topònims i termes habituals de l'àmbit valencià. A banda d'aquesta diferència trobem una discrepància ortogràfica, ja que Carles Salvador utilitza la grafia -s- en lloc de la -tz- marcada per Fabra. Es tracta, doncs, d'una eina útil per recórrer en cas de dubte i que ofereix una clara vinculació del parlar dels valencians amb els de la resta del domini lingüístic.
- b) Ortografia Valenciana (1934). Per a la redacció d'aquesta obra Carles Salvador pren com a guia l'obra de divulgació gramatical de Jeroni Marvà (pseudònim dels deixebles de Pompeu Fabra A. Martorell i E. Vallès). Així, si aquests autors havien publicat dins de la sèrie Exercicis de Gramàtica Catalana els volums d'Ortografia, Morfologia, Sintaxi i Prosòdia, també Carles Salvador va escriure els volums d'Ortografia Valenciana i Morfologia Valenciana i a la segona edició de l'Ortografia es va anunciar la pròxima aparició de la Sintaxi Valenciana i de la Fonètica Valenciana, la publicació de les quals, possiblement per la situació bèl·lica i la instauració de la posterior dictadura, mai es va dur a terme. L'Ortografia valenciana és una adaptació de l'Ortografia de Jeroni Marvà amb la inclusió a l'obra de Carles Salvador de tres temes de sintaxi basats també en similars temes de sintaxi apareguts en aquesta obra. A més a més, aquesta obra i la següent, la Morfologia Valenciana, representen l'edició conjunta de totes les lliçons que el gramàtic havia anat publicant al setmanari El Camí des de 1933.
- c) Morfologia Valenciana (1935). En aquesta obra parteix, com dèiem abans, del volum II dels Exercicis de Gramàtica Catalana de Jeroni Marvà, a excepció dels temes verbals, que s'adapten a les característiques dels parlars valencians. Amb tot, resulta sorprenent que a l'«Advertiment» inicial l'autor diu que ha tingut en compte els estudis dels gramàtics Lluís Fullana, i Lluís Revest i Corzo i Guillem Renat i Ferris (pseudònim de Josep Giner). Sembla més bé, que es tracte d'una estratègia d'apropament, ja que en realitat l'autor no segueix en cap cas les propostes d'aquests autors, sinó com hem dit, les de Jeroni Marvà.
- d) Qüestions de llenguatge (1936). Aquesta obra va orientada a resoldre qüestions problemàtiques de la llengua. En total tracta vint-i-dos aspectes problemàtics, nou dels quals coincideixen amb els estudiats per Pompeu Fabra, mentre que els altres tretze analitzen aspectes controvertits propis dels parlars valencians.
- e) Lliçons de Gramàtica Valenciana amb exercicis pràctics (1951). Aquesta és possiblement l'obra més coneguda i imprescindible de Carles Salvador. Sovint anomenada Gramàtica Valenciana. Com assenyala Vicent Simbor (1983:100) gràcies a aquest treball van aprendre a escriure el valencià totes les generacions de postguerra. Les lliçons originals foren posteriorment reelaborades i completades a partir de la tercera edició, el 1959, pel grup de professors de la Secció de Filologia de Lo Rat-Penat. L'obra consta de cinc apartats: Fonologia, Ortografia, Morfologia, Sintaxi i Prosòdia. L’Ortografia i la Morfologia són en realitat una reedició dels dos llibres anteriors i els altres són una adaptació del Curs Superior de Gramàtica Catalana de J. Marvà, amb alguna influència de la Gramàtica Catalana de 1918 de Pompeu Fabra.
- f) Petit vocabulari de Benassal (Maestrat) (1943). Es tracta d'un breu diccionari, que inclou únicament 398 entrades i que va ser publicat dins la Miscel·lània Fabra. La finalitat d'aquesta obra era la d'incloure determinades paraules habituals del parlar de Benassal i que havien estat bandejades al Vocabulari del Maestrat (interromput a la lletra g) de Joaquim Garcia Girona, publicat el 1922. Aquesta és l'única obra gramatical de Carles Salvador que no té una finalitat normativa.
- g) Parleu bé! (1957). En aquest cas es tracta d'una obra pòstuma editada a cura de la filla del gramàtic, Sofia Salvador, amb un epíleg de Josep Giner on comenta diversos aspectes sobre el valencià. Tal com assenyala Vicent Simbor es tracta d'una obra poc reeixida, ja que és en realitat d'una «amanida de retalls sense esquema visible previ» (Simbor, 1983:110). Simbor assenyala, a més, que la majoria d'errors són imputables a l'editora que ha seleccionat, traduït en alguns casos i en altres corregit els articles originals de Carles Salvador. La temàtica del llibre es pot agrupar en quatre apartats: Fonètica, Ortografia, Sintaxi i Lèxic. Al final hi trobem un «Vocabulari de castellanismes amb el corresponent valencià» i unes «Indicacions ortogràfiques valencianes» seguides d'un «Vocabulari dels mots menys usats».

Pel que fa a la seua obra inèdita podem destacar:
- a) Lliçons de llenguatge. Es tracta de tres llibretes escolars manuscrites d'unes quaranta pàgines cadascuna. Inclou exercicis orientats a l'aprenentatge de la llengua per part de nens de primària. Tot i que no tenen una data específica de creació, Vicent Simbor (1983:110) conclou que devien ser redactades entre el 1920 i el 1930.
- b) La flexió verbal literària. Es tracta d'un manuscrit molt elaborat que inclou suggeriments de Josep Giner.
- c) Resum d'Ortografia valenciana. Es tracta d'un manuscrit que inclou un total de catorze pàgines i que Simbor (1983:113) situa al final de la seua vida, ja que cita com a obres de consulta alguns dels seus treballs. És en realitat un resum de l'Ortografia amb una orientació molt clara: facilitar als escriptors valencians un accés ràpid a la codificació ortogràfica, en una proposta més completa que les Normes del 32.

### Fonaments teòrics
Els fonaments teòrics de l'obra gramatical Carles Salvador tenen molta relació amb el context històric, social i cultural en què se situa i amb la intencionalitat i l'orientació que l'autor li va donar. Així, la seua obra té una funció essencialment divulgadora de les normes de Fabra i és en aquest sentit que els criteris teòrics dels que partirà l'autor seran els mateixos en què es basaven les obres de Pompeu Fabra i les dels seus deixebles A. Martorell i E. Vallès (reconeguts sota el pseudònim de Jeroni Marvà). Conseqüentment, la funció investigadora i de reflexió teòrica quedarà en un segon pla.
En el context valencià de l'època i dins els ideòlegs del valencianisme hi havia la convicció que el paper de Pompeu Fabra esdevenia fonamental per a la normalització de la llengua. I és per això que autors com Carles Salvador van orientar tots els seus esforços a la difusió, adaptació i reproducció dins del context valencià de l'obra del gramàtic català, que va esdevenir l'autoritat indiscutible.

En aquest sentit, la proposta de Pompeu Fabra es basava, en essència en el model de la llengua antiga, partint, però dels dialectes actuals, ja que no es tractava de «ressuscitar» una llengua morta. En aquesta orientació cap als dialectes moderns va tenir un pes evident la variant barcelonina i és per això, que en la seua reproducció a l'àmbit valencià van caldre algunes adaptacions que tingueren en compte les particularitat locals. El mateix Carles Salvador reconeix a Qüestions del llenguatge que:
La correcció del llenguatge ha de fer-se segons la doble base següent: l'aportació dels clàssics i l'aportació de la llengua viva a la llengua literària
És per això que el component formal i literari esdevé també essencial. Un altre aspecte fonamental que també va compartir amb el mestre Fabra fou la depuració dels barbarismes (en alguns casos corregint aspectes que en realitat no es tractaven de vertaders barbarismes). En el cas de Fabra, a més, tingueren una gran importància el recurs a l'etimologia i a la història literària d'altres llengües literàries. En definitiva, l'obra gramatical de Carles Salvador s'orientarà a la codificació de l'idioma dels valencians i suposarà, per tant, un treball bàsicament normatiu i purificador, ja que l'autor considerava que la llengua dels valencians patia d'una preocupant degradació lingüística i una excessiva fragmentació dialectal que calia superar a través dels fonaments defensats per Pompeu Fabra: l'autoritat dels clàssics, l'etimologia i la llengua viva no contaminada.
Fet i fet, l'obra gramatical de l'autor esdevé una obra fonamental, ja que va ser capaç de fixar una reglamentació idiomàtica precisa per als valencians, una reglamentació que en molts aspectes continua vigent en l'actualitat i que va esdevenir un referent per als valencians que van voler accedir a un registre formal de la seua llengua. La seua obra s'inscriu, doncs, dins del panorama de revitalització política i cultural que va viure el País Valencià en la primera meitat del segle xx.

## Fundació Carles Salvador
L'any 2002, els hereus de Carles Salvador, l'Ajuntament de Benassal i l'Institut d'Estudis Catalans acordaren crear la Fundació Carles Salvador, amb seu a Benassal, que té com a objectiu fer conèixer l'obra de Carles Salvador i preservar-ne el llegat.